# Das Licht, das Schatten leert
Das Licht, das Schatten leert ist ein autobiografischer Comic von Tina Brenneisen. Sie verarbeitet darin die Totgeburt ihres Sohnes. Edition Moderne publizierte den Comic 2019. Noch vor der Veröffentlichung erhielt das Exposé zu Das Licht, das Schatten leert den Comicbuchpreis der Berthold Leibinger Stiftung. Kritiker beurteilten das Werk größtenteils positiv.

## Inhalt
Die Geschichte beginnt im Krankenhaus. Eine Krankenpflegerin transportiert auf einem Wagen den Leichnam von Lasse, der bei der Geburt unerwartet gestorben und mit einem weißen Tuch zugedeckt ist. Die Ärztin, die den toten Lasse per Kaiserschnitt entbunden hatte, stellte im Entbindungssaal nüchtern den Tod fest. Die Pflegerin betritt das Krankenzimmer, in dem Tini und ihr Lebensgefährte Fritzemann warten, um von ihrem Sohn Abschied zu nehmen. Die beiden steigen anschließend in ein Taxi, um vom Krankenhaus nach Hause zu kommen, wo noch das bereits vorbereitete Kinderzimmer auf sie wartet. Die beiden ziehen sich zunächst stark zurück und entwickeln Strategien zur Vermeidung von sozialen Kontakten. Auf sie wirken die Öffentlichkeit und das normale Leben überfordernd. In ihrer Wohnung ist es allerdings auch nicht besser, alleine mit sich und ihren negativen Gedanken.
Tini versucht nicht nur, mit dem unmittelbaren Schmerz zurechtzukommen. Sie macht sich selbst große Vorwürfe, wenn sie sich beispielsweise fragt, ob es nicht an ihr oder ihrem Körper lag, der ihr zunehmend fremd wird. Der Körper, der Leben schenken wollte und es stattdessen nahm. Dabei muss sich insbesondere Tini nicht nur mit der eigenen Trauer auseinandersetzen, sondern auch mit den Veränderungen in ihren zwischenmenschlichen Beziehungen. Seit dem Tod von Lasse versuchen andere, das Tabuthema möglichst zu meiden, oder gehen Tini absichtlich aus dem Weg. Ihre Familie reagiert mit nur wenig Empathie. Ein Besuch ihrer Eltern gerät zu einem Fiasko, unter anderem weil sich Tinis Mutter Sorgen macht, ihre Tochter könnte wegen der Fehlgeburt drogenabhängig werden, weil Tini als Jugendliche mal „was“ geraucht hat. Ihre Schwester schreibt erst nach Wochen einen Brief, dass sie sich im Hintergrund halten möchte. Auch Tinis Ärztin meldet sich wochenlang nicht zurück. In der Bücherei sucht Tini erfolglos nach Erfahrungsberichten von anderen Betroffenen. Außerdem müssen sie und Fritzemann sich noch um organisatorische Dinge kümmern, wenn etwa die Bestatterin bei ihnen zu Hause zu Besuch ist. Allerdings sind die angebotenen Optionen recht unpersönlich und auf Erwachsene zugeschnitten. Der Alltag der zwei muss trotz der Last ebenfalls weitergehen.
Nur langsam und verbunden mit Rückschlägen finden Tini und Fritzemann Möglichkeiten, um besser mit dem Verlust von Lasse umzugehen, und versuchen, ihn zu akzeptieren. Dabei helfen ihnen zunächst einmal kleine Rituale; sie umarmen sich zum Beispiel regelmäßig und sprechen ihr Mantra „Heile, Heile“ oder schreiben Lasses Namen auf den Körper des anderen. Mit ihren „Lasse-Tattoos“ hatten sie bereits auf der Wochenbettstation im Krankenhaus angefangen, noch voller Vorfreude auf die Geburt und das neue Leben. Die beiden gehen wieder mehr aus dem Haus, machen regelmäßige Spaziergänge oder treffen sich wieder öfter mit Freunden. Tini belegt nach einiger Zeit einen Yoga-Kurs und fängt langsam wieder an zu arbeiten. Am Ende der Erzählung können Tini und ihr Partner Fritzemann die Welt und ihr Leben wieder etwas positiver betrachten.

## Entstehung und Stil
Brenneisen selbst betrachtet persönliche Comics und Geschichten wie ihren zwiespältig. Auf der einen Seite sei es sehr unangenehm, solche intimen Details von sich preiszugeben, insbesondere da es verletzlich mache. Auf der anderen Seite sei es schädlich, wenn niemand über intime und schwierige Themen wie Verlust spreche, weil sich dadurch die „Spirale der Einsamkeit für die Betroffenen immer weiter“ drehe. Deswegen sei für sie Offenheit auch Teil des Umgangs und eine Form persönlicher Bewältigung.
Sie zeichnet mit einer unruhigen, schnellen und skizzenhaft wirkenden Linienführung. Sie verschiebt die räumlichen Perspektiven und stellt die Figuren schief und unförmig dar. Mimik und Gesichter der Charaktere sind oft verzerrt sowie übertrieben gemalt. Die Erzählung ist geprägt von einer klaren Struktur mit meist gleichmäßig gesetzten Panels, die durch Rückblenden, Träume und emotionale Ausbrüche wiederholt unterbrochen wird. Brenneisen erinnert sich unter anderem an ihre Schwangerschaft, zeichnet Fritzemann und sich als Strafgefangene, stellt ihren Körper als Sarg dar oder malt sich ein Leben mit Lasse aus.
Mit Hilfe der Farben unterstreicht Brenneisen die Emotionalität. Momente, in denen Tini besonders wütend ist oder stark trauert, sind von Rot geprägt. Der dumpfe Alltag ist in Beige und Grau gehalten, während ihre Fantasien, in denen sie sich ein Leben mit Lasse vorstellt, bunt und leicht koloriert sind. Im Verlauf der Geschichte werden die Illustrationen, die das echte Leben zeigen, zunehmend farbiger. Aufgrund des Themas beschäftigt sich Brenneisen viel mit negativen Gefühlen, insbesondere mit Trauer, dennoch spielt auch Humor eine wichtige Rolle. Der Comic ist zunächst von eher schwarzem Humor geprägt, der im Laufe der Geschichte aber lockerer und freier wird.

## Veröffentlichung und Ausstellung
Das Licht, das Schatten leert erschien 2019 bei Edition Moderne. Durch die phosphoreszierende Farbe leuchtet der Titelschriftzug im Dunkeln. Das Nachwort wurde von der Psychiaterin und Traumatherapeutin Wiebke Baller verfasst. Auf den letzten beiden Seiten finden sich Angebote und Kontakte für Betroffene.
Vom 8. Juli bis zum 13. Oktober 2017 zeigte das Literarische Colloquium Berlin erste Einblicke in Das Licht, das Schatten leert.

## Auszeichnungen
Im Jahr 2017 erhielt Brenneisen für ihr Exposé zu Das Licht, das Schatten leert den mit 15.000 Euro dotierten Comicbuchpreis der Berthold Leibinger Stiftung. Jurymitglied Thomas von Steinaecker lobte den Comic mit gewaltiger Fallhöhe „über ein unbequemes, aber wichtiges Thema, der mit seiner schönen Kolorierung und den halbrealistischen Figuren in gleicher Weise zu Tränen rührt wie – und das ist ein kleines Wunder – schmunzeln lässt“. Die Schonungslosigkeit, mit der sie die biografische Erzählung umsetzt, schockiere zunächst. Der Versuch, wieder in ihre Normalität zurückzufinden, „gestaltet sich dann ebenso quälend wie auch überraschend witzig in seinem Erfindungsreichtum“. 2020 war Das Licht, das Schatten leert für einen Max-und-Moritz-Preis in der Kategorie „Bester Deutschsprachiger Comic“ nominiert.

## Kritiken
Auch wenn man bei Das Licht, das Schatten leert wisse, worauf man sich einlasse, sei „man kaum auf die Tragik und Drastik vorbereitet, die an das Tabuthema Totgeburt gebunden ist, wenn man erst einmal mit ansieht, wie zweckmäßig, pragmatisch und banal dann eben der Umgang mit ihr ist“. Weiter schreibt Christian Neubert für das Titel-Kulturmagazin, den Comic zu lesen „heißt mitzuleiden, Schmerzen zu teilen“. Die beeindruckende und schonungslose Intimität entstehe auch aufgrund der „sprachlichen Feinheiten“ von Brenneisen. Mit Blick auf die Illustrationen und Seitengestaltung fühlt sich Neubert an Der alltägliche Kampf von Manu Larcenet erinnert.
Das „traumatische Erlebnis wird dem Leser nicht schonend nahegebracht“, hält Rilana Kubassa im Tagesspiegel fest. Es werde nichts geschönt. Durch die räumlich verschobenen Perspektiven sei der „Verlust von jeglicher Sicherheit […] direkt erfahrbar“. Die „gekritzelten Linien“ spiegelten gekonnt die „Unsicherheit wieder, mit der sich das Paar durch die Zeit nach dem Trauma bewegt, aber auch die Leichtigkeit, nach der sie beide stets suchen“. Die Bilder erhielten vor allem durch den starken Text „ihre Substanz“. Der Comic sei insgesamt eine „zärtlich erzählte Geschichte von zwei Menschen, die zusammenhalten und den anderen nie aus dem Blick verlieren“.
Für comic.de schreibt Gerrit Lungerhausen, dass Brenneisen Trauer als etwas schildert, das „Partner voneinander entfremden oder näherbringen kann“, gelegentlich auch beides gleichzeitig. Die Geschichte ende nicht in „furiosem Happy End“, sondern funktioniere als „Sammlung von sich wiederholenden oder ähnelnden Szenen, in denen Brenneisen ihren Umgang mit der Trauer schildert, der sich ständig verändert, nicht aber zu einem Abschluss kommt“. Man lasse nichts hinter sich. Momente, in denen Brenneisen ihre Fantasien zeige, seien die „poetischen Höhepunkte des Comics, weil sie so einfühlsam ins Bild setzen, was der Sprache sowieso auf jeder Seite“ gelinge.
Deutlich kritischer zeigt sich im Vergleich Timur Vermes im Spiegel. Dramaturgisch sei es eine sportliche Entscheidung, mit der Totgeburt den stärksten Moment der Geschichte bereits auf der dritten Seite zu präsentieren. Man frage sich, was danach noch kommen solle. Leider seien die gezeigten „Facetten nicht nur offen und schonungslos, sondern auch ermüdend“ und mit „Verbal-Pathos aufgeladen“. Es werde viel geredet, „bei der Therapie, mit Freunden, allein, lang und breit und länger und breiter“. Was allerdings der Autorin guttue, helfe nicht automatisch dem Comic. Das Ende mit einem „hoffnungsvolleren Blick auf die Welt“ hätte „gut 50 bis 100 Seiten früher“ kommen können.